# 초상

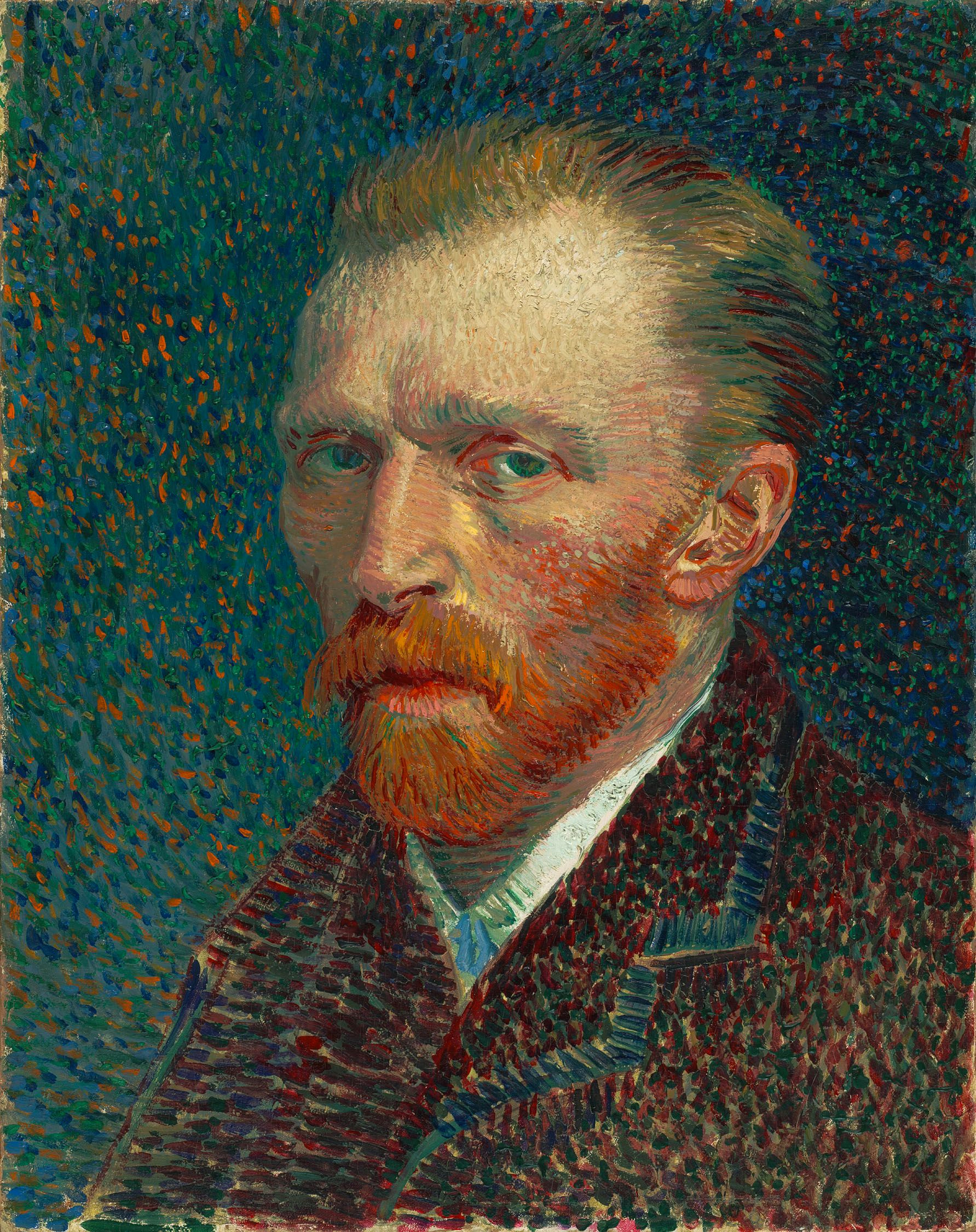
화가 빈센트 반 고흐의 자화상.

초상화의 대명사라고 할 수 있는 레오나르도 다 빈치의 모나리자.

초상(영어: portrait, 肖像)은 특정 인물의 모습을 표현한 그림이나 사진이다. 실제 인물과 유사함이 요구되는 경우나, 화가의 이상이 요구되는 경우도 있다. 또는 예술적인 조형과 영성을 나타낼 수도 있다. 대표적인 것으로는 초상화(그림)와 초상 사진(사진)이 있다.

## 초상화
초상 예술은 고대 로마의 조각과 더불어 번창했다. 당시 초상화를 만들게 한 사람들은 사실적인 초상화를 요구했다. 4세기 무렵부터 초상화는 묘사된 인물의 이상적인 표상으로 여겨지게 된다. 유럽에서는 개인의 모습을 사실적으로 표현한 초상이 부르고뉴와 프랑스에서 중세 시대 말에 부활했다.
세계에서 가장 유명한 초상화는 레오나르도 다빈치가 그린 그림으로, 누구를 그린 것인지 분명하지 않은 《모나리자》의 초상화가 있다.
왕후가 아닌 일반인의 초상의 가장 오래된 예는 이집트의 알 파이윰 지방의 장례식 때의 초상이다. 이 초상은 벽화를 제외하고, 고대 로마 시대부터 남아있는 유일한 회화이며, 이집트의 건조한 기후 때문에 보존될 수 있었던 것으로 추측된다.                         
또한 사진이 없었던 시대는 초상화에서 미화시키기도 하였다. 가장 유명한 것은 중국 명 황제 주원장의 것으로, 온화하고 단정한 초상화와 음험하고, 추악한 초상화의 두 종류가 전해지고 있다. 또한 외눈인 다테 마사무네의 초상화도 의도적으로 양쪽 모두 그려져 있다.

### 자화상
자신을 그린 인물화 초상화는 ‘자화상’ (selfportrait)이다. 특징적인 자화상을 그린 화가로, 뒤러, 렘브란트, 고흐 등이 있다.

## 초상 사진

천안문 광장 앞에 걸려 있는 마오쩌둥의 초상 사진

초상 사진은 세계적으로 인기 있는 상업적인 산업이 되었다. 연인의 초상, 가족의 초상 등의 사진을 사진관 등에서 만들어 파는 사람도 있다.
사진술의 개막 때부터, 초상 사진을 만들어 왔다. 값이 비싸지 않은 초상을 요구받은 19세기 중엽 은판 사진 유행이 큰 동기였다. 사진 스튜디오는 전 세계 도시에 퍼져서, 하루에 500개 이상 개발하는 스튜디오마저 있었다. 이러한 초기의 업적은 30초 노출과 관련된 기술적인 제한이나 당시의 화가의 미의식을 반영하고 있다. 사진을 찍는 주체는 단색 배경 앞에 앉아 최고의 창문이나 거울에서 반사되어 부드러운 빛을 쬘 수 있었다.
정치적 지도자의 초상이 국가의 상징으로 이용되기도 한다. 대부분의 국가에서 국가 원수의 초상이 정부의 중요한 건물에 내걸려 있는 것이 일반적인 외교의례가 되었다.
20세기 말부터 시작된 디지털 카메라는 초상을 위한 인물 사진의 수정, 변경 등 다양한 효과를 부여할 수 있어서 디지털 기기와 편집 기술의 발전과 더불어 좀 더 대중화되고 친숙해 졌다.

## 갤러리

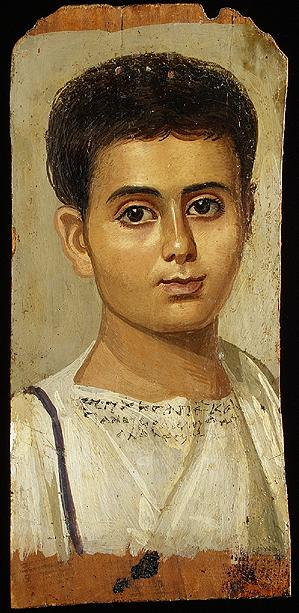
고대 이집트의 소년의 장례식 초상화
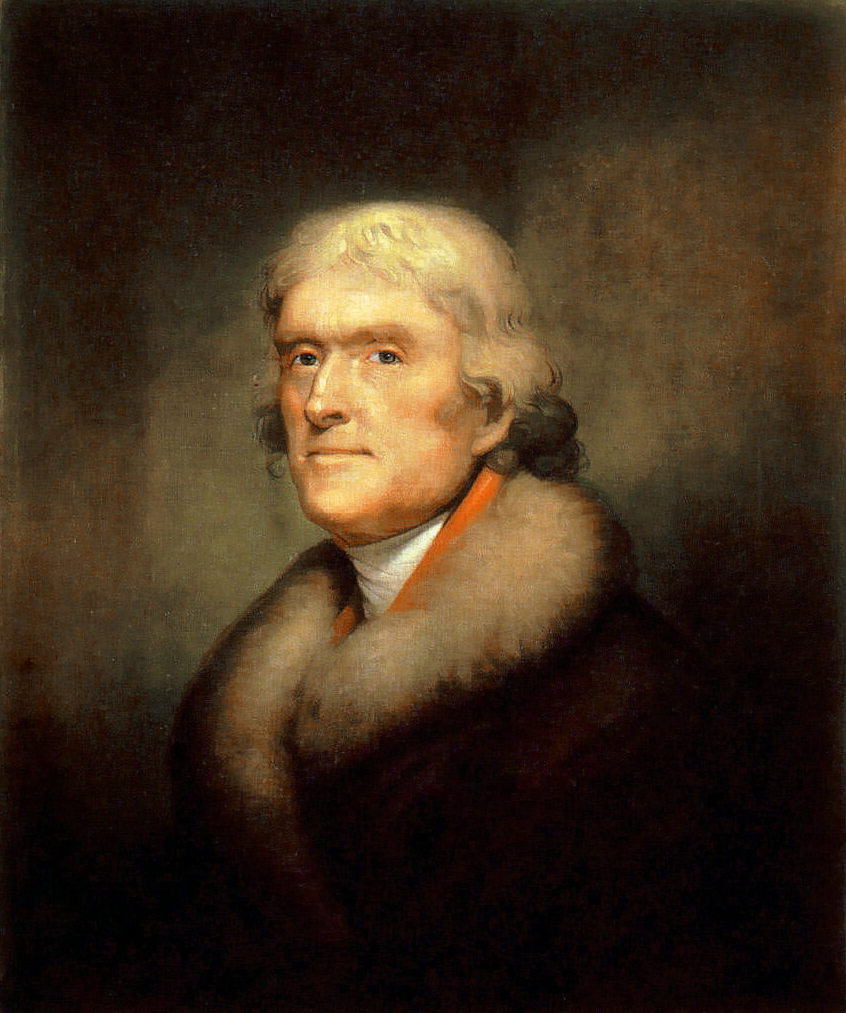
토마스 제퍼슨의 초상화
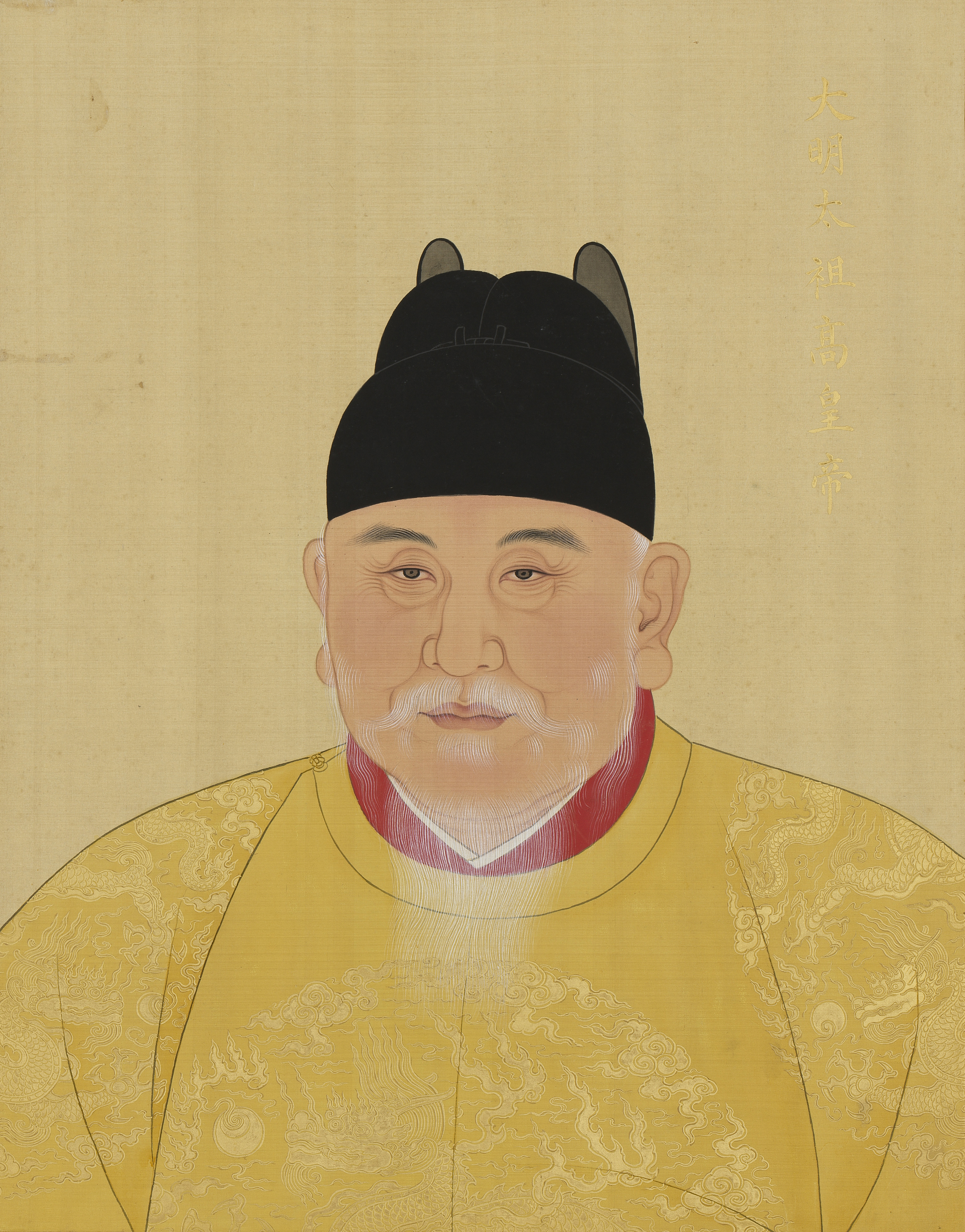
주원장의 초상화
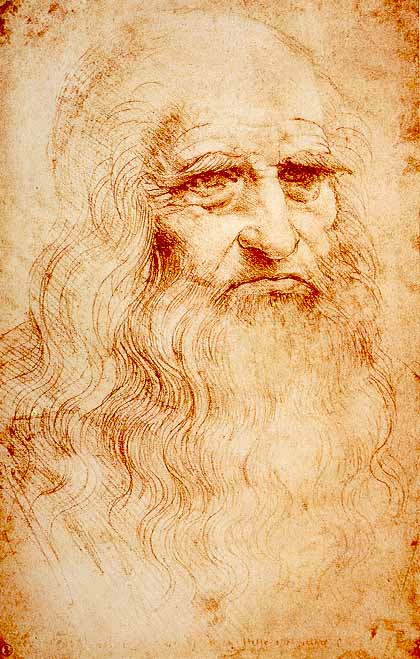
레오나르도 다빈치의 자화상
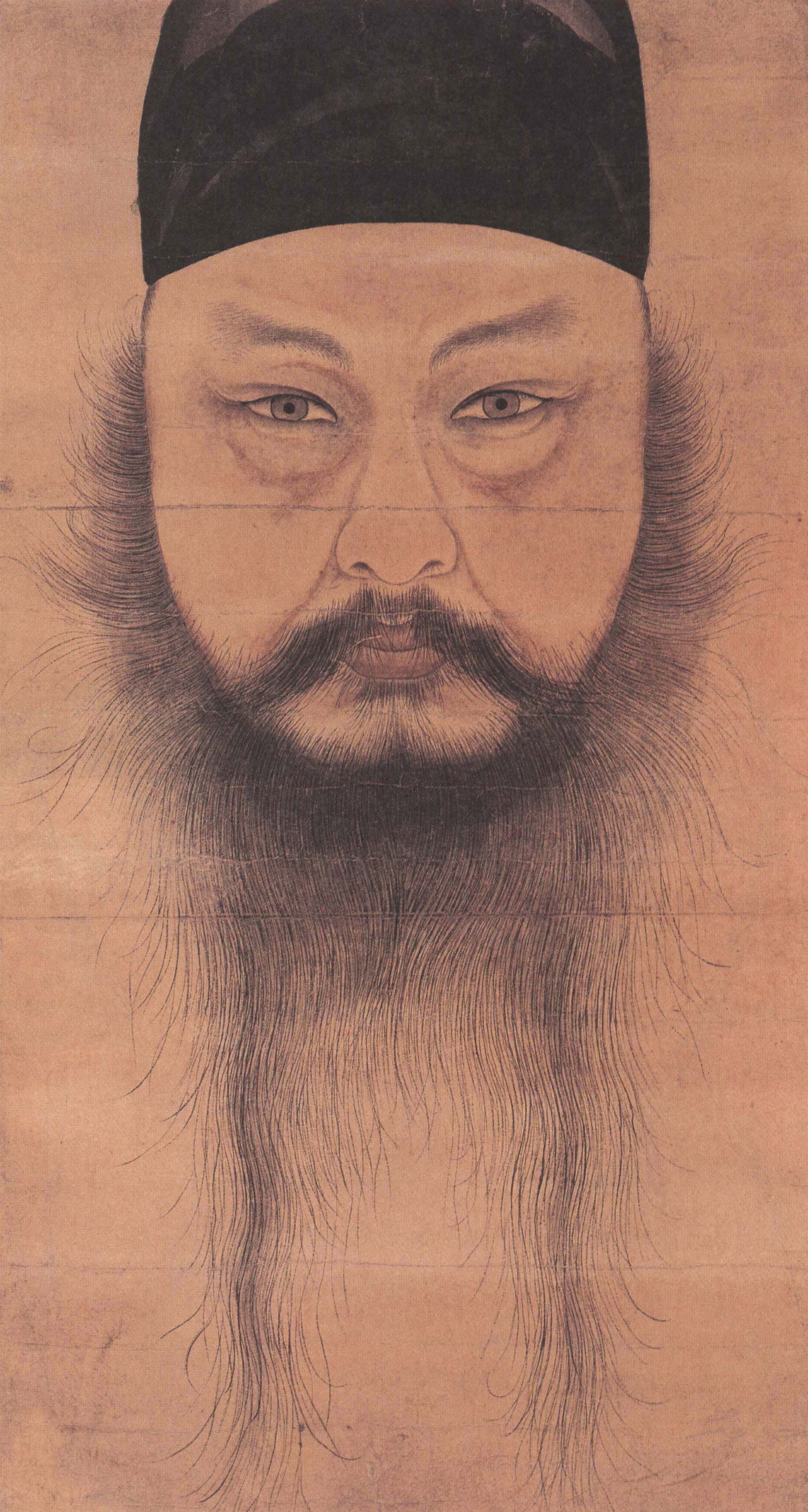
윤두서 자화상

## 같이 보기
- 자화상
- 인물화
- 캐리커처
- 영정
- 다게레오타이프